# Superunie
Coöperatieve Inkoop Vereniging Superunie B.A. te Beesd is een Nederlandse inkoopvereniging op het gebied van de voedingsindustrie, die 12 voedingsmiddelendetailhandels vertegenwoordigt. Een aantal daarvan exploiteert meerdere winkelformules.
Superunie maakt deel uit van EMD (European Marketing Distribution) dat een Europees marktaandeel heeft van ongeveer 11%. Het marktaandeel van Superunie op de Nederlandse markt was in 2022 volgens eigen opgave 27%.

## Leden
- Boon Food Group, 65 filialen (Boon's Markt, Gewoon Coop en MCD)
- DekaMarkt, 104 filialen[1]
- Dirk, 125 filialen[2]
- Hoogvliet, 71 filialen[3]
- Nettorama, 83 filialen (incl. 51 nog om te bouwen Boni-filialen)[4]
- Poiesz, 69 filialen[5]
- Plus, 550 filialen[6]
- Spar, 450 filialen[7]
- Sligro Food Group
- Vomar, 95 filialen[8]

### Voormalige leden
- Agrimarkt - Formeel geen lid geweest van Superunie, maar altijd beleverd door Boon Food Group. In 2019 overgenomen door Jumbo en Lidl.
- Boni - In 2023 gefuseerd met Nettorama.
- Coop - In 2022 gefuseerd met Plus.
- Deen supermarkten - In 2021 overgenomen door Albert Heijn, Dekamarkt & Vomar.
- EMTÉ Supermarkten - lid van Superunie 1986-2019.[9] Overgenomen door Jumbo en Coop. Enkele vestigingen gesloten of door anderen overgenomen.
- Golff - overgenomen door SPAR, Poiesz en EMTÉ.
- Jan Linders Supermarkten - In 2023 verder onder de AH-vlag met Jan Linders B.V. als franchisenemer.
- Jumbo - lid van Superunie tot 7 oktober 2009.
- Nieuwe Weme - lid tot opheffing in 2000, was tussen 1979 en 1993 geen lid.[10]

## Merken
Namens zijn leden brengt Superunie verschillende huismerken als "private label" als alternatief voor de A-merken in de markt:
- g'woon [11]
- Plus (Plus)
- 1 de Beste (Dirk)

Verder hebben de Superunieleden nog onder andere de volgende Superunie-merken in de schappen:
- Bonbébé (babyvoeding)
- Bio+ (biologische lijn)
- Bumblies (babyverzorging)
- Daily Chef (kant-en-klaarmaaltijden)
- Derlon (cosmetica)
- Epixs (chips)
- First Choice Cola (cola)
- Melkan (zuivel)
- Mr. Shine (Schoonmaaksprays)
- Schuttersbier (bier)
- Sense (broodsmeersels)
- Sum & Sam (oosterse keuken)
- Vismarine (vis)
- Primoro (pasta)
- Go Vega (vleesvervangers)
- Café Nova (koffie)
- Sou Sou (ijs)